# Cranberry (Virginia Occidental)
Cranberry es un área no incorporada ubicada dentro del condado de Raleigh, Virginia Occidental, Estados Unidos. Está catalogada como un asentamiento humano por la Junta de Nombres Geográficos de los Estados Unidos.

## Identificador
El número de identificación asignado por el Sistema de Información de Nombres Geográficos es 1554214.

## Geografía
Se encuentra a una altitud de 717 metros sobre el nivel del mar (2352 pies) según el conjunto de datos de elevación nacional.